# 왕비 록원삼
왕비 록원삼(王妃 綠圓衫) 또는 녹원삼은 조선 말기의 원삼이다. 1979년 1월 23일 대한민국의 국가민속문화재 제63호로 지정되었으며, 이화여자대학교 박물관에서 소장하고 있다.

## 개요
원삼은 둥근 형태의 맞깃이 달린 궁중 예복으로 신분에 따라 색상과 문양을 달리하였다. 왕비는 홍원삼(紅圓衫), 비빈은 자적원삼(紫赤圓衫)을 입었으며, 대한제국 성립 이후 황후는 황원삼(黃圓衫)을 착용하였다. 녹원삼(綠圓衫)은 공주나 옹주의 것으로 알려져 있으나, 조선 왕실의 국혼기록인 『가례도감의궤』에 의하면 왕세자빈과 왕세손비도 녹원삼을 입었다. 또한 외명부의 높은 신분에서도 이를 예복으로 착용하였으며, 민간에서 혼례 때 착용한 민간원삼 역시 대부분 녹원삼이다.
이 원삼은 봉황 흉배가 부착되어 있기 때문에 중요민속자료로 지정할 때 왕비 녹원삼이라고 명명하였으나, 원삼의 색상이나 금박 문양이 왕비의 것을 보기에는 무리가 있어 보인다.겉감은 녹색 도류불수사(桃榴佛手紗)를, 안감은 홍색 화문갑사를 사용하였으며 남색 운문사로 가장자리 선을 둘렀다. 소매에는 홍색과 황색의 색동을 달고 백색의 한삼을 연결하였다. 몸판과 소매에는 수복자(壽福字)를 엇갈려가며 일정한 간격으로 금박하였고, 가슴과 등에는 금사(金絲)와 색실로 수놓은 봉황 흉배를 붙였다. 맞깃에는 자만옥 단추를 달아 여미도록 하였다. 앞길이는 108cm, 뒷길이는 139cm로 전단후장형(前短後長形)이며 화장은 111cm, 수구너비는 63cm로 두리소매 형태이다. 18세기 원삼 유물은 옆선이 밑으로 갈수록 넓어지는 곡선을 이루는데 반해, 이 유물은 거의 일직선을 이루어 조선말기 원삼 형태의 특징을 나타낸다. 바느질 방법은 18세기의 원삼과 같이, 겉과 안 모두 안쪽에 남색 선을 둘러 각각 만든 후 안팎을 하나로 고정하였다. 홍색 안감은 소매가 색동 직전까지 닿고 이 부분에도 남색 선을 둘렀다. 색동 부분에는 홍색 안감을 잇대 있고 한삼은 홑곁이다.

## 참고 자료
- 왕비 록원삼 - 국가유산청 국가유산포털
- 녹원삼 - 이화여자대학교 박물관